# Девенпорт, Чарлз
Чарлз Девенпорт (англ. Charles Benedict Davenport; 1 июня 1866, Стамфорд, Коннектикут, США — 18 февраля 1944) — американский генетик.

## Биография
Родился 1 июня 1866 года в Стамфорде. В 1886 году окончил политехнический институт в Бруклине. С 1888 по 1899 год работал в Гарвардском университете, с 1899 по 1904 год работал в Чикагском университете, одновременно с этим с 1898 по 1923 год занимал должность директора биологической лаборатории Бруклинского института искусств и наук и с 1904 по 1934 год работал также на станции экспериментальной эволюции в Колд-Спринг-Харборе.
Скончался 18 февраля 1944 года от пневмонии.

## Научные работы
Основные научные работы посвящены статистическому изучению генетики популяций животных. Впервые в США применил для этой цели методы биометрии. Автор оригинальных исследований по скрещиванию птиц. Уделял большое внимание развитию генетики человека и евгеники.

### Избранные статьи
- Davenport C. B.. The role of water in growth (англ.) // Science. — 1897. — Vol. 5, no. 115. — P. 423—423. — JSTOR 1624769.
- Davenport G. C., Davenport C. B.. Heredity of skin pigmentation in man // American naturalist. — 1910. — Т. 44, № 527. — С. 641—672. — JSTOR 2455612.
- Davenport C. B.. Inheritance of stature (англ.) // Genetics. — 1917. — Vol. 2, no. 4. — P. 313.

## Членство в организациях
- Член Национальной АН США.
- Член многих научных обществ.